# Anne Sullivan
Johanna "Anne" Mansfield Sullivan Macy (1866-1936) là nhà giáo nổi tiếng người Mỹ. Bà là một người bạn quan trọng trong cuộc đời của Helen Keller, người mù-điếc đầu tiên đạt được học vị Cử nhân nghệ thuật.

## Quãng đời trước khi gặp Helen Keller[1]
Anne Sullivan là người gần như mất hết thị lực khi mới lên năm tuổi. Sự mù lòa của bà là di chứng của một trận sốt. Năm 1876, mẹ Sullivan qua đời và để lại hai anh em bà cho người cha, người đã ghẻ lạnh và sau đó gửi hai anh em bà vào trại tế bần. Hai năm sau, anh trai Sullivan chết tại chốn cô quạnh đó. Bà ra đi và bắt đầu theo học tại Học viện Y khoa Perkins. Trong thời gian học tại Perkins, bà đã trải qua hai cuộc phẫu thuật mắt và lấy lại một phần thị lực đủ để đọc mỗi lần vài trang sách.

## Gắn bó với Hellen Keller

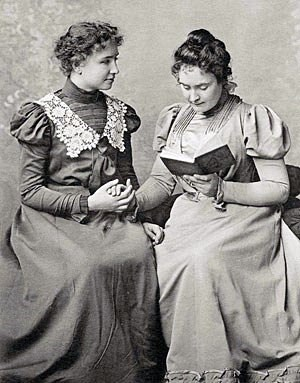
Keller và cô Anne Sullivan đang học từ

### Lần đầu gặp gỡ Keller và những khó khăn chờ đợi[2]
Năm 1886, Sullivan tốt nghiệp và đi tìm việc làm. Nhưng việc làm đối với một người thị lực yếu như bà vào thời đó không phải là chuyện dễ dàng. Và, như một cơ duyên, bà được Michael Anagnos giới thiệu làm gia sư cho cô bé Helen Keller và Sullivan đã nhận lời một cách rất tự nguyện dù chưa hề có kinh nghiệm gì trong việc dạy người mù. Helen Keller và Anne Sullivan đã gặp nhau trong hoàn cảnh đó.
Ngày 3 tháng 3 năm 1887, Sullivan đi đến Tuscumbia, Alabama để gặp cô học trò nhỏ. Để kỷ niệm lần gặp nhau đầu tiên này, Sullivan đã dạy Keller đánh vần chữ doll (búp bê) bằng cách sờ trên bảng chữ nổi Braille và chữ thứ hai là cake (bánh). Song, dù Keller có thể nhận ra và ghép vần chính xác hai từ trên, cô vẫn không hiểu được nghĩa của chúng (vì thính giác của cô bé cũng mất hoàn toàn). Vì vậy. làm gia sư cho Keller quả là một sứ mạng đầy khó khăn cho Sullivan và càng gian nan hơn khi Sullivan phải chiến đấu trong việc uốn nắn những thói hư tật xấu do sự tăm tối và tính khí thất thường của Keller gây ra, nhất là lối cư xử có thể gấy bối rối cho mọi người trên bàn ăn (cô thường bốc thức ăn trong đĩa của người bên cạnh, dĩ nhiên đó là do cô không nhìn thấy gì cả).

### Những nỗ lực ban đầu của cô gia sư[3]
Tuy nhiên, sau gần một tháng kiên trì sửa đổi những thói hư tật xấu của Keller, Sullivan đã làm được điều mọi người cho là một phép màu.
Nhưng hiểu được ý nghĩa của từ ngữ thì vẫn chưa có gì tiến triển cả. Cho tới một ngày, khi Sullivan dắt Keller ra vườn nơi chị giúp việc Vani bơm nước rồi Sullivan nhúng tay của Keller vào nước và viết từ water (nước) vào lòng bàn tay của cô bé, gương mặt Keller bỗng rạng ngời một niềm sung sướng. Đó là ngày 5 tháng 4 năm 1887. Sau đó, Keller có tiến bộ đáng kể trong việc học từ ngữ. Chẳng bao lâu sau, Sullivan bắt đầu dạy Keller đọc chữ nổi và sau đó là chữ trên bảng đục lỗ dành cho người mù, rồi đến máy đánh chữ, cả loại có phím nổi lẫn máy thường. 

### VàoĐại học Radcliffe[4]
Năm 1896, Keller học tại Trường Nữ sinh Radcliffe và trở thành người mù điếc đầu tiên của Mỹ và có lẽ của thế giới đi học đại học. Cuộc sống tại Radcliffe rất gian nan đối với Anne Sullivan và Helen Keller. Số lượng bài vở khổng lồ nhanh chóng làm hỏng thị lực của Anne. Những cuối cùng, vào ngày 28 tháng 6 năm 1904, Keller trở thành người mù-điếc đầu tiên lấy được bằng cử nhân của Đại học Radcliffe. 

### Sau quá trình học tập của Keller[5]
Anne Sullivan đã kết hôn với John Albert Macy, người từng biên tập giúp Helen cuốn The story of my life trước đó, và cả ba đều sống chung trong một ngôi nhà tại Wrentham, Massachusetts. Năm 1909, Sullivan trở thành thành viên Đảng Xã hội Massachusetts. 

### Vòng quanh thế giới[6]
Sau đó, Helen Keller và Anne Sullivan bắt đầu những cuộc thuyết trình vòng quanh thế giới và sống khá thoải mái nhờ thù lao từ những ngày như thế. Nhưng nhu cầu nghe của khánh thính giả giảm dần. Vì vậy, họ chuyển qua làm kịch vui và thu được nhiều thành công vang dội với thù lao khoảng hai ngàn dollar mỗi năm. Đó là số tiền rất lớn bấy giờ.
Năm 1918, cả Keller, Sullivan và Macy đều chuyển đến sống tại Forrest Hill, New York. 

## Bệnh tật, qua đời và an táng[7]
Năm 1922, Anne Sullivan mắc bệnh phổi và yếu dần. Bà không thể làm phiên dịch cho Keller được nữa. Đến ngày 20 tháng 10 năm 1936, bà qua đời ở tuổi 70, để lại nỗi đơn độc trong một khoảng thời gian cho Helen Keller. Hài cốt của Sullivan được đặt trong Nhà thờ chính tòa Quốc gia Washington, sau này bên cạnh hài cốt của chính Keller và Polly Thomson, người thư ký của cả Keller và Sullivan.